# فلوریان جونگویرت
فلوریان جونگویرت (انگلیسی: Florian Jungwirth؛ زادهٔ ۲۷ ژانویهٔ ۱۹۸۹) بازیکن فوتبال اهل آلمان است.
از باشگاه‌هایی که در آن بازی کرده‌است می‌توان به باشگاه فوتبال دینامو درسدن، باشگاه فوتبال بوخوم، باشگاه فوتبال مونیخ ۱۸۶۰، و باشگاه فوتبال دارمشتات ۹۸ اشاره کرد.
وی همچنین در تیم‌های ملی فوتبال Germany national under-16 football team، جوانان آلمان، جوانان آلمان، جوانان آلمان، و زیر ۲۰ سال آلمان بازی کرده‌است.